# Valerianella turkestanica
Valerianella turkestanica är en kaprifolväxtart som beskrevs av Eduard August von Regel och Schmalh. Valerianella turkestanica ingår i släktet klynnen, och familjen kaprifolväxter. Inga underarter finns listade i Catalogue of Life.